# Le Plus Fou des deux
Pour les articles homonymes, voir Trial and error.
Pour plus de détails, voir Fiche technique et Distribution.
Le Plus Fou des deux  (Trial and Error) est un film américain de Jonathan Lynn sorti en 1997. 

## Synopsis
Après une nuit arrosée à l'approche de son mariage et incapable d'assurer un procès, un avocat charge son ami acteur de prendre sa place.

## Fiche technique
- Titre original : Trial and Error
- Titre français : Le Plus fou des deux
- Réalisation : Jonathan Lynn
- Scénario : Sara et Gregory Bernstein, d'après une histoire de Cliff Gardner, Sara et Gregory Bernstein
- Direction artistique : Philip Messina
- Décors : Victoria Paul ; Kathe Klopp
- Costumes : Shay Cunliffe
- Photographie : Gabriel Beristain
- Montage : Tony Lombardo
- Musique : Phil Marshall
- Production : Gary Ross et Jonathan Lynn
- Sociétés de production : Larger Than Life Productions et New Line Cinema
- Société de distribution : New Line Cinema
- Pays de production :  États-Unis
- Langue : anglais
- Budget : 25 millions de $
- Format :  Couleur – 35 mm – 2,35:1 - son Dolby Digital — SDDS
- Genre : comédie
- Durée : 98 minutes
- Dates de sortie : 
  - États-Unis : 30 mai 1997
  - France : 14 août 2000[1](sortie DVD)

## Distribution
Légende  : VF : Voix françaises , VQ : Voix québécoises 
- Michael Richards (VQ : Marc Labrèche) : Richard Rietti
- Jeff Daniels (VQ : Sébastien Dhavernas) : Charles Tuttle
- Charlize Theron (VQ : Christine Bellier) : Billie Tyler
- Jessica Steen (VQ : Anne Bédard) : Elizabeth
- Austin Pendleton (VQ : Jean-Marie Moncelet) : le juge Paul Z. Graff
- Rip Torn (VQ : Ronald France) : Benny Gibbs
- Alexandra Wentworth (VF : Martine Irzenski, VQ : Nathalie Coupal) : Tiffany
- Jennifer Coolidge (VQ : Natalie Hamel-Roy) : Jacqueline
- Lawrence Pressman : Whitfield
- Dale Dye : Dr Stone
- Max Casella (VF : Alexandre Gillet) : le docteur Brown

## Réception

### Critique
Dès sa sortie en salles, Le Plus Fou des deux a rencontré un succès critique mitigé, le site Rotten Tomatoes lui attribue 43 % d'avis favorables, dans la catégorie All Critics, sur la base de trente commentaires et une note moyenne de 5.1⁄10 et 50 % d'avis favorables dans la catégorie Top Critics  sur la base de 6 commentaires et une note moyenne de 7⁄10. Le Plus Fou  des deux a souffert de la comparaison de la critique et du public avec l'un des précédents films réalisés par Lynn, Mon cousin Vinny, qui avait rencontré un succès critique et commercial, en raison d'une intrigue assez similaire.

### Box-office
Le film n'a pas rencontré un énorme succès commercial, puisque distribué dans 2 298 salles, Le Plus Fou des deux ne parvient qu'à se classer à la quatrième place au box-office américain pour son premier week-end d'exploitation avec 4 903 529 $ de recettes engrangées durant cette période et ne fait guère mieux en première semaine, gardant sa quatrième position et engrangeant un total de 6 427 376 $. Au fil des semaines, le long-métrage plonge dans les profondeurs du classement, finissant avec 13 602 831 $.